# Kuaishou
Kuaishou (chiń. 快手) – mobilna aplikacja internetowa, której główna funkcjonalność polega na możliwości wysyłania krótkich materiałów wideo. Powstała w 2011 roku. Z aplikacji korzysta codziennie ponad 200 mln ludzi na całym świecie (stan na 2019 rok).